# Edmond Locard
Pour les articles homonymes, voir Locard.
Edmond Locard, né à Saint-Chamond (Loire) le 13 décembre 1877 et mort à Caluire-et-Cuire (Rhône) le 4 mai 1966 , est un professeur de médecine légale qui fonde à Lyon en 1910 le premier laboratoire de police scientifique au monde,, ainsi qu'un critique musical et musicographe. 
Il est généralement considéré comme l'un des fondateurs de la criminalistique et comme un défenseur de la coopération policière internationale. Cette idée est notamment à l'origine d'Interpol.

## Biographie

### Enfance et études
Edmond est le fils d'Arnould Locard, et de Marie Gibert de Sennevières. Par son père, il serait issu d'une vieille famille écossaise (Lock heart) venue en France au XVIe siècle. Lorsqu'il a trois semaines, sa famille quitte Saint-Chamond, sa ville natale (qui a été celle de Ravachol), pour Allevard en Isère jusqu'en 1880. À la naissance de sa sœur Marguerite, la famille s'installe alors à Lyon, quai de la Charité - aujourd'hui, 38 quai Gailleton. 

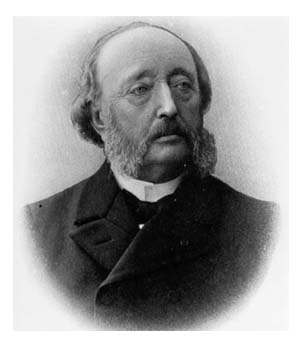
Léopold Ollier

Élève brillant, il passe de la pension Blanchoux au collège dominicain Saint-Thomas d'Aquin, à Oullins, dans la section des langues anciennes. Bachelier à 17 ans, mention lettres et sciences, il parle déjà 11 langues.   
Après ce double baccalauréat, il effectue des études de droit puis, sur les conseils de son père, étudie la médecine avec Louis Léopold Ollier, spécialiste de la chirurgie osseuse. À la mort du Pr Ollier, il devient l'élève d'Alexandre Lacassagne, professeur titulaire de la chaire de médecine légale de Lyon. 
En 1902, il est reçu docteur en médecine en soutenant une thèse médicale sur La médecine légale sous le grand roy.

### Carrière
Ayant rejoint l'équipe du Pr Alexandre Lacassagne comme secrétaire externe puis préparateur, il en devient l'assistant mais travaille de concert avec d'autres grands pionniers de la police scientifique, notamment Rodolphe Archibald Reiss, de l'Université de Lausanne. Il côtoie sans doute un autre élève de Léopold Ollier et Alexandre Lacassagne : le médecin ardéchois Jos Jullien, qui met au point un "conformateur manuel", servant à l'identification d'un individu par ses mains,. 
Locard obtient sa licence de droit en 1905.

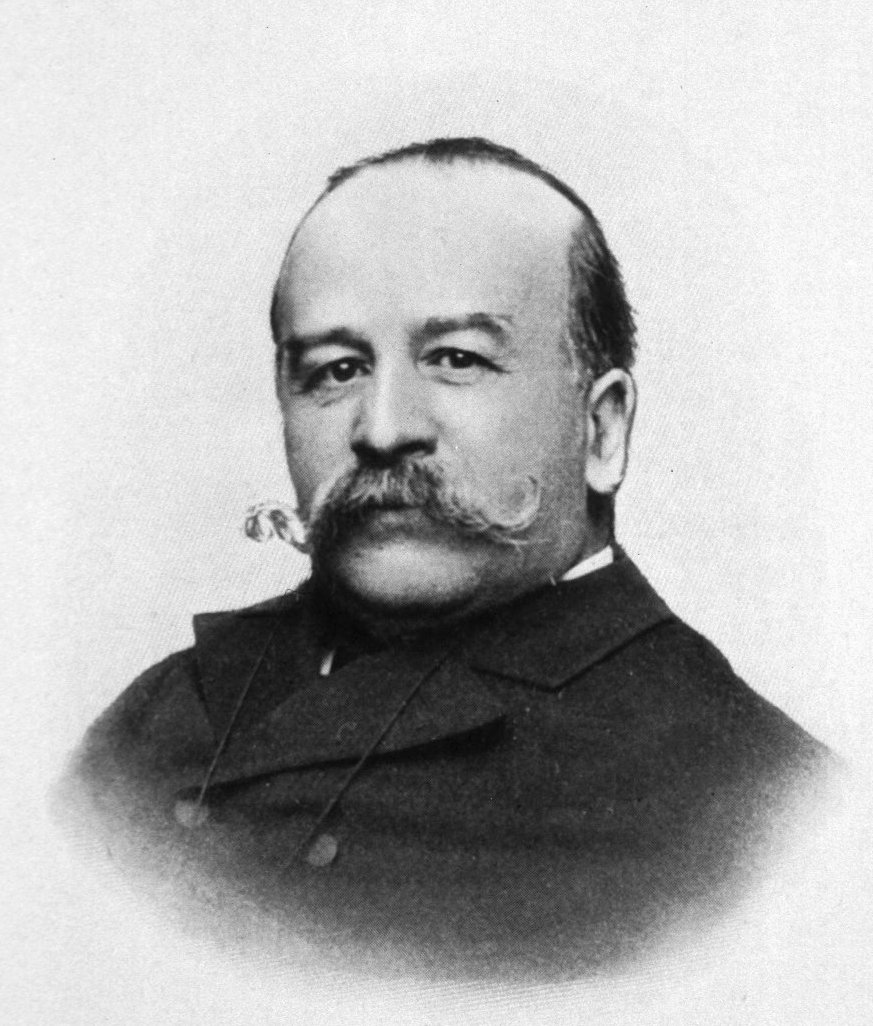
Alexandre Lacassagne

Il introduit la dactyloscopie à Lyon (étude des empreintes digitales) parallèlement aux méthodes de Bertillon (anthropométrie).

En 1910, le premier laboratoire de Police scientifique est créé officiellement et s'installe dans les combles du Palais de justice de Lyon permettant l'identification des criminels et résout en novembre de la même année sa première enquête grâce à la dactyloscopie, douze ans après la première identification dactyloscopique réalisée par Bertillon.  Edmond Locard est mondialement reconnu pour son principe d'échange, toujours d'actualité dans les laboratoires de sciences judiciaires et qui se présente sous cette formule : 
«  Nul ne peut agir avec l'intensité que suppose l'action criminelle sans laisser des marques multiples de son passage. »

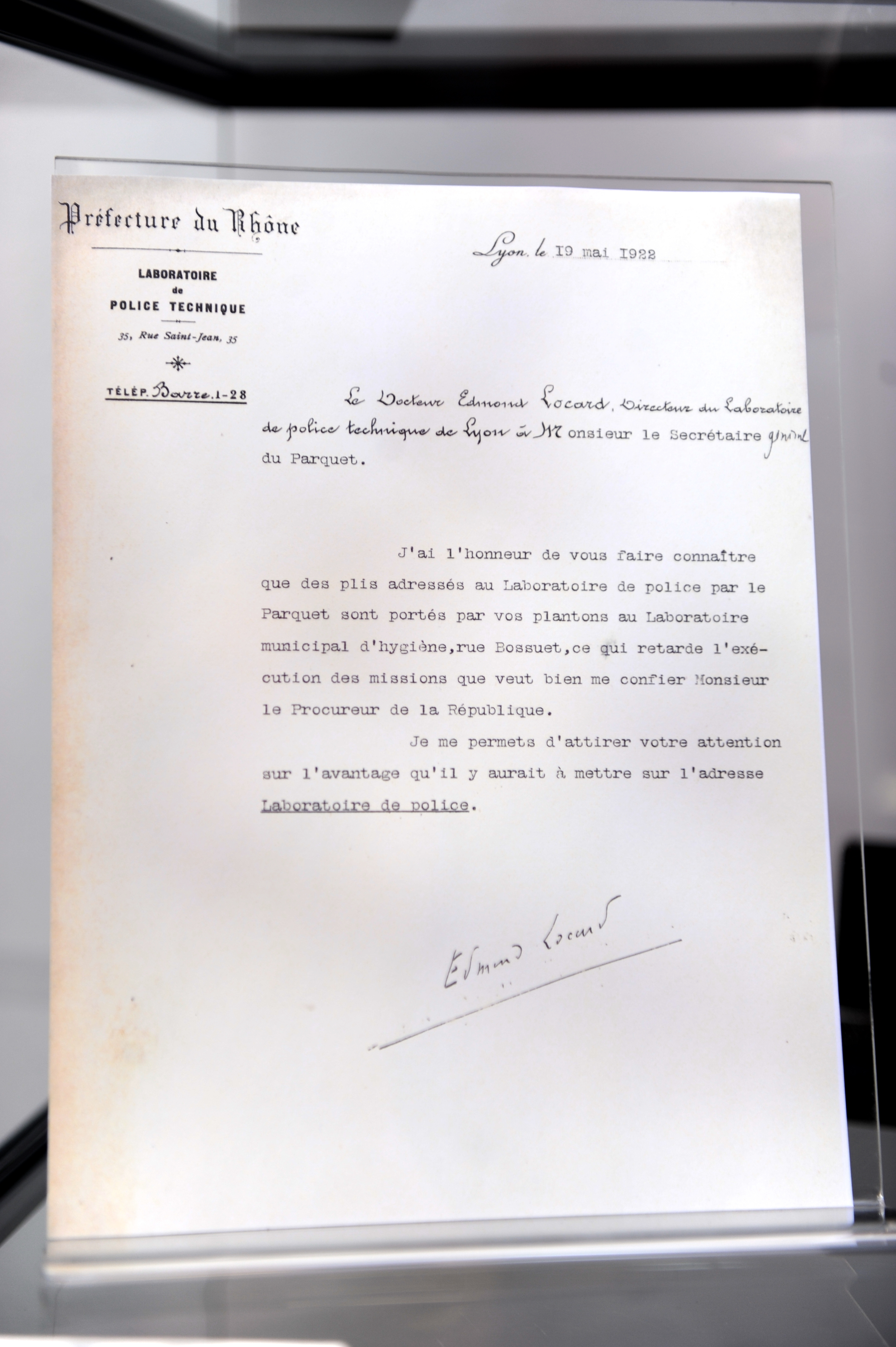
Lettre d'Edmond Locard adressée le 19 mai 1922 au secrétaire général du Parquet, photographiée à l'Institut national de police scientifique à Lyon le 13 septembre 2010.

Il applique aux problèmes policiers les principes des recherches scientifiques de la médecine légale : balistique, toxicologie, identification des écritures (sa passion et son expertise reconnue pour la graphologie, comme en témoigne l'affaire du corbeau de Tulle) ou sa réfutation de la thèse d'Alphonse Bertillon lors de l’Affaire Dreyfus, ne l'empêche pas de commettre des erreurs. En 1945, sur la base d'une lettre anonyme, il fait condamner une femme aux travaux forcés à perpétuité, attribution reconnue erronée en 1956. Cela explique en partie qu'il abandonne à la fin de sa vie la graphométrie, méthode aux résultats incertains.  
Il prend ensuite sa retraite et quitte le laboratoire de police technique de Lyon à l’âge de 73 ans. Il continue cependant à exercer dans un cabinet privé d’expertises qu'il ouvre rue Mercière à Lyon.  
Décédé le 4 mai 1966, Edmond Locard est inhumé au cimetière d'Oullins, ville située dans la partie méridionale de l'agglomération lyonnaise.

### Autres activités
Edmond Locard est l'auteur d'un Traité de police scientifique en sept volumes. Cet ouvrage propose une méthodologie de cette nouvelle science et sert encore de base à tous les laboratoires de police scientifique du monde. Ce traité comprend une étude, entre autres, de l'enquête criminelle, des preuves de l'identité, des empreintes et de l'expertise de documents écrits.
Il participe également à la Revue musicale du musicologue (et médecin) français Léon Vallas et devient critique musical dans les colonnes du Lyon Républicain.
Edmond Locard avait d'autres centres d'intérêt, en qualité de critique d'opéra, grand défenseur du théâtre de Guignol lyonnais et auteur d'un Manuel du philatéliste. Écrivain et journaliste à ses heures, il donna des « causeries radiophoniques » après la Seconde Guerre mondiale et publia de nombreux articles dans des périodiques lyonnais et en particulier dans Le Mois à Lyon de son ami Marcel E. Grancher, ainsi que quelques titres aux Editions Lugdunum, mais également Payot, Rieder ou encore Gallimard.
Il est élu le 6 juin 1916 à l'Académie des sciences, belles-lettres et arts de Lyon.

### Famille
Il est le père de Denise Stagnara (1917-2016), initiatrice de l'éducation sexuelle à l'école et de Jacques Locard (1914-1952), professeur à l’École Nationale de Police. Il est également le beau-frère d'Émile Bender, député du Rhône et président du conseil général de ce même département de 1920 à 1951.

## Œuvre
- La Médecine judiciaire en France au XVIIe siècle, T.M. Lyon, 1902
- L'Identification des récidivistes, Paris, Maloine, 1909
- La Police. Ce qu'elle est, ce qu'elle devrait être, Paris, Payot, 1919
- L'Enquête criminelle et les méthodes scientifiques, Paris, Flammarion, Bibliothèque de philosophie scientifique, 1920
- Manuel de technique policière, Paris, Payot, 1923
- Policiers de romans et policiers de laboratoire, Paris, Payot, 1924
- Le Crime et les Criminels, Paris, La renaissance du livre, 1925
- Traité de criminalistique (T I et II), Les Empreintes et les traces dans l'enquête criminelle, Lyon, Desvigne, 1931
- Traité de criminalistique (T III et IV), Les Preuves de l'identité, Lyon, Desvigne, 1932
- La Malle sanglante de Millery, Lyon, Desvigne et Cie, 1933
- Contes apaches, Lyon, Les Éditions Lugdunum, 1933
- Notions élémentaires sur l'histoire du théâtre lyrique, Lyon, Desvigne et Cie, 1933
- Traité de criminalistique (T V et VI), L'Expertise des documents écrits, Lyon, Desvigne, 1933
- Note sur l'identification des suspects, Revue Internationale de criminalistique, 1935
- La Criminalistique à l'usage des gens du monde et des auteurs de romans policiers, Lyon, Desvigne et Cie, 1937
- Confidences (Souvenirs d'un policier), Lyon, Les Éditions Lugdunum, 1942
- Manuel du philatéliste, Paris, Payot, 1942
- Préface de l'ouvrage de Félix Benoit, L'Épuration à travers les âges, 1945
- La Défense contre le crime, Paris, Payot, 1951
- Mémoires d'un criminologiste, Paris, Fayard, 1958
- Les Faux en écriture et leur expertise, Payot, 1959
- Mystères de Lyon, Lyon, Édition Pierre Bissuel, 1967

## Récompenses, hommages, distinctions, postérité

### Hommages
La dix-huitième promotion de commissaires de police issus de l'école nationale supérieure de la police, entrés en fonction en 1967, porte son nom, ainsi qu'une rue du cinquième arrondissement de la ville de Lyon.
Les développeurs d'Overkill Software ont rendu hommage à Edmond Locard en créant un ARG (jeu en réalité alternée) dans le jeu Payday: The Heist.
L'histoire d'Edmond Locard a inspiré la romancière Odile Bouhier pour sa trilogie Le sang des bistanclaques, De mal à personne et La nuit, in extremis (Presses de la Cité et 10-18, collection Grands Détectives). Le personnage Hugo Salacan, référence à Edmond Locard, incarne la passion des sciences.
L'histoire d'Edmond Locard a été mise en image dans la série Empreintes criminelles, inspirée de son travail, diffusée sur France 2. Le personnage Julien Valour, référence à Edmond Locard, y est joué par Pierre Cassignard.
En novembre 2012, il est intronisé à titre posthume au panthéon francophone de la criminalistique de l'association québécoise de criminalistique.
Sa biographie a été réalisée en 1957 par Robert Corvol sous le titre Dr Edmond Locard. Mémoires d'un criminologiste.
En 1959 est organisé le premier prix « Edmond Locard » de littérature policière.

### Postérité
Sa mémoire et ses méthodes perdurent dans les six laboratoires de police scientifique qui composent l'Institut national de police scientifique.
Une thèse de doctorat en histoire soutenue en 2020 a été consacrée à Edmond Locard et la police scientifique par l'historien Amos Frappa.
Des 40 000 planches photographiques produites par Locard, seules 28 000 sont dans un bon état de conservation. Depuis 2023, elles font l'objet d'une numérisation sous la direction du thanatopracteur Nicolas Delestre, avec le concours de l'historien lyonnais Amos Frappa.

### Influence
Le jeune Georges Simenon, qui deviendra plus tard le célèbre écrivain de livres policiers, a reconnu avoir assisté à quelques conférences du Docteur Locard en 1919 ou en 1920[réf. souhaitée].